# 藍鯨遊戲陰謀論
藍鯨遊戲陰謀論是一個流傳於網際網路和媒體上的陰謀論。該陰謀論稱，一種名為藍鯨的游戏通过洗脑方式，鼓励参与者在50天内完成各种自残任務，并在第50天要求参与者自杀。
該陰謀論始於2016年5月在俄羅斯《新报》的一篇文章，該文章將許多無關的兒童自殺事件與俄羅斯VK社交網絡上的“F57”組織成員聯繫起來。然而，這篇文章後來被批評為試圖在不存在因果關係的情況下建立因果關係，並且沒有發現自殺是集體活動的結果。目前沒有任何證據表明藍鯨遊戲真實存在或是發生，也沒有任何青少年自殺案件被證實與該遊戲有關。

## 起源
2016年俄國新報將許多彼此無關的兒童自殺和社群網站VKontakte上的「F57」社團作連結，宣稱這個遊戲在2013年開始流行；之後被許多其他媒體引用，在俄羅斯造成恐慌。然而該報導未能建立因果關係，報導中的自殺案也未查出和該社團有關連。
自稱是藍鯨遊戲創始人的布德金，曾在大學攻讀心理學，但隨後被學校開除。布德金交代稱，他發起該遊戲的動機是以教唆自殺來“清洗”社層，把那些他認為“没有存在價值”的人從社會中清除。然而，所有關於布德金創造了此遊戲的宣稱和報導全都源自同樣一兩篇俄羅斯的新聞，沒有任何獨立驗證。
遊戲亦引起許多陰謀論調，例如有人聲稱是烏克蘭的民族主義者秘密發起的。

## 網傳规则
游戏管理员宣称“人生中最美好的东西都是以俄文字母‘С’开头——（家庭）、（星期六）、（性）和（自杀）”，并通过有计划的诱导来操控“玩家”的心智，其方式被指与非法传销以及一些邪教的“洗脑”流程十分相似。“蓝鲸”游戏参与者通常会被要求在自己的社交网络平台贴出蓝鲸的图案，甚至是在身体上用利器划出蓝鲸图案。有媒体总结了这一“游戏”的基本招数：
- 要求参与者提供裸照、身份证件照片等，用以威胁参与者不得退出；
- 剥夺游戏参与者的睡眠，要求参与者在凌晨4点20分起床；
- 要求参与者看一整天的恐怖电影；
- 摧毁参与者生活的信念，不时提出让参与者怀疑、否定正常生活的问题；
- 诱导参与者通过自残来寻求“解脱”；
- 持续增加参与者的负面情绪，并导致其麻痹；
- 参与者最终走向极度抑郁、甚至自杀。

参与者每次完成任务后，都需提供图片或视频证据。50天后，为了证明“赢得游戏”，参与者会被要求去自杀。

## 調查
在2018年1月，經過全面調查，印度政府報告說沒有證據表明藍鯨造成任何死亡，“委員會分析了互聯網活動、設備活動、通話記錄和其他社交媒體活動、其他法醫證據和還與與這些事件有關的獲救受害者進行了互動。無法確定藍鯨挑戰遊戲在任何這些事件中的參與。”

## 流傳與反應
英国、阿根廷、墨西哥等多个国家发布了相关警告，呼吁家长关注孩子的网上行为，更有英国警察直斥发明这一游戏的人“有病”。中国大陆也出现了诸如“蓝鲸”、“4:20叫醒我”等字眼的社交网络群组，引起网络监管部门注意，相关部门已开始封杀这类涉嫌教唆自杀的群组；社交网络运营方也提醒用户，教唆自杀涉嫌犯罪。也有人借“蓝鲸”之名实施诈骗活动，以之前收集的裸照等威胁受害者，并勒索钱财。
为保护青少年，一些人士也开始组织起来对抗“蓝鲸”。有网民组织了倡导快乐生活的“粉鲸”（Pink Whale）挑战，以对抗宣扬悲观厌世的“蓝鲸”死亡游戏。“蓝鲸”的发源地俄罗斯，一些人组建起反“蓝鲸”组织，在网上发起反击活动。在中国大陆，有网民“卧底”於“蓝鲸”群组中，或是假借“蓝鲸”名义创建群组，借以劝导有自杀念头的人放弃这一想法。

## 流行文化
- 《Bloody Girl》-香港漫画家牛佬的漫畫作品，第81回開始以藍鯨死亡遊戲為題材。

- 《向西聞記》 - 香港网络作家向西村上春树的小说及其改编的网络剧，在《台北的港男港女》一章以藍鯨死亡遊戲為題材。

- 《戀入膏肓》 - 日本作家斜線堂有紀的小說。